# Digital Combat Simulator
Digital Combat Simulator is een luchtgevecht-simulator (combat-flight simulator) ontwikkeld door Eagle Dynamics die ook de voorganger Lock On ontwikkeld hebben. De ontwikkelaar claimt dat het spel een nog nooit vertoond realisme naar de consumentenmarkt zal brengen dankzij ervaring en data die ze vergaard hebben bij het ontwikkelen van simulaties voor militaire doeleinden.

## Modules
De eerste module die uitgebracht wordt is Black Shark, naar de Kamov Ka-50 die dezelfde naam draagt. Deze module is voor 2008 gepland en elke 9 maanden zal een nieuwe module uitgebracht worden. De twee volgende modules die in ontwikkeling zijn, zijn de AH-64D Apache en A-10C Warthog. Al deze toestellen zijn grondaanvalsvliegtuigen, daarom is tegenover Lock On het detailniveau van het terrein verhoogd en zijn nieuwe eenheden toegevoegd waaronder infanterie.